# Cholmogory
Cholmogory (in russo Холмогоры?) è un centro abitato situato nell'oblast' di Arcangelo, nella Russia nordoccidentale, capoluogo del Cholmogorskij rajon. Fondato sulle rive della Dvina settentrionale, fu il principale centro urbano dei Pomorye  fino al 1925 ebbe lo status di città. Qui Elisabetta di Russia esiliò Anna Leopol'dovna Romanova con il consorte Antonio Ulrico di Brunswick-Wolfenbüttel e i figli, tra i quali Ivan VI di Russia e poi vi venne confinato Michail Fëdorovič Gračevskij. Nei dintorni della cittadina nacquero Michail Vasil'evič Lomonosov e Fedot Ivanovič Šubin.